# Privaatdocent
Privaatdocent is een type academisch docent die men in Nederland en ook België aan een universiteit kende. In Duitsland is het privaatdocentschap ook vandaag de dag nog gebruikelijk na het behalen van de habilitatie voor het verkrijgen van een aanstelling als hoogleraar. In Oostenrijk werd in 2003 het privaatdocentschap ingevoerd om onderscheid te maken tussen academici die zowel de Habilitation hebben als een aanstelling aan een universiteit, en academici die alleen maar de Habilitation hebben en geen aanstelling. In Nederland was de doorstroming naar een reguliere academische betrekking minder gebruikelijk.
Privaatdocenten konden aan een universiteit college geven in een vak dat nog niet gedoceerd werd, maar waarvan men het belang wel inzag. Zo werden nieuwe academische vakgebieden meestal eerst aan privaatdocenten gegeven voordat de universiteit het initiatief nam een lector of buitengewoon hoogleraar aan te stellen. Het privaatdocentschap begon met een verzoek  aan de universiteit en de toelating geschiedde uiteindelijk bij koninklijk besluit (Nederland) of ministerieel besluit (België). Het privaatdocentschap begint met een openbare les, waarin meestal het doel en de opzet van verdere colleges wordt toegelicht. Het privaatdocentschap was zonder salaris voor een periode van vijf jaar, waarna het op verzoek verlengd kon worden. In het Groot Auditorium van het Academiegebouw van de Universiteit Leiden is nog een aparte bank met het opschrift 'Privaatdocenten' aanwezig. 
Ten slotte moet de privaatdocent onderscheiden worden van de repetitor. De repetitor geeft weliswaar particulier onderwijs, maar doet dat niet verbonden aan de Universiteit. De lessen van een repetitor zijn ook niet kosteloos. Anders dan de privaatdocent bestaat de repetitor in Nederland (en ook andere landen, zoals Duitsland) nog steeds. 

## Voorbeelden van bekende privaatdocenten aan universiteiten
Nederland
- David Cohen (1882-1967), in 1922 te Leiden toegelaten als privaatdocent in de geschiedenis van het Hellenisme en in 1923 een openbare les "De Grieksche papyrologie en hare beteekenis voor de kennis der antieke beschavingsgeschiedenis" (Groningen, 1923). In 1924 werd hij benoemd tot bijzonder hoogleraar te Leiden.
- Johannes Hendrik Thiel (1896-1974), in 1927 toegelaten als privaatdocent te Leiden in de "Oude Geschiedenis en vanwege het Leidsch Universiteits Fonds" (LUF) in 1930 benoemd tot bijzonder hoogleraar in dat vak.
- Johanna Goedkoop-De Jongh, kunsthistoricus, was de eerste vrouwelijke privaatdocent aan de Universiteit Utrecht.

Duitsland
- Johan Rudolph Thorbecke (1798-1872), was werkzaam als privaatdocent aan de Universiteit van Göttingen en werd in 1825 tot hoogleraar benoemd in Gent.